# Sergio Salgado
Sergio Mario Salgado Cofré (ur. 12 września 1958 w Chillán) – piłkarz chilijski grający podczas kariery na pozycji napastnik.